# 푸시야미트라 숭가
푸시야미트라 숭가(IAST: Puṣyamitra Śuṅga; 재위  185 – c. 149 BCEc.), 또한 푸스파미트라 숭가(IAST: Puṣpamitra Śuṅga)로도 알려져 있다. 그는 마우리아 제국을 계승하여 세운 숭가 제국의 창건자이자 초대 통치자였다. 그의 본명은 푸스파카 또는 푸스파미트라였으며, 'p'와 'y'를 잘못 읽은 원고들 때문에 푸시야미트라와 푸스파미트라 사이의 혼동이 발생했다.
푸시야미트라는 통치권을 정당화하기 위해 아슈바메다 의식을 거행했다고 기록되어 있다. 숭가 왕조의 비문은 아요디아 (틀:앙코르)까지 발견되었으며, 디비야바다나는 그의 제국이 현재 파키스탄의 펀자브 지역에 있는 사칼라 (시알코트)까지 뻗어 있었다고 언급한다.
불교 경전들은 푸시야미트라가 불교도들을 박해했다고 주장하지만, 과거 및 현대 학자들은 이러한 주장을 일축했다.

## 숭가 제국의 건국
푸시야미트라 숭가는 마지막 마우리아 황제 브리하드라타 마우리아를 암살한 후 숭가 제국을 건국했다. 이후 그는 숭가-그리스 전쟁을 통해 그리스인들을 몰아내고 36년간 통치했다.

불교 경전인 아소카바다나는 푸시야미트라를 마지막 마우리아 황제로 지칭한다.
삼파딘의 아들은 브르하스파티였고, 브르하스파티에게는 브르세나라는 아들이 있었으며, 브르세나는 푸시야 다르만이라는 아들을 낳았고, 푸시야 다르만이 푸시야미트라를 낳았다...... 푸시야미트라의 죽음으로 마우리아 혈통은 끝이 났다.
--아소카바다나

 이 경전은 브리하드라타와 푸시야미트라를 혼동한 것으로 보인다.
H. C. 레이차우두리는 "숭가"라는 이름이 무화과나무를 뜻하는 산스크리트어에서 유래했다고 이론화했다.

## 불교도 박해 혐의

### 불교 기록
불교 경전들은 푸시야미트라가 불교도들을 잔인하게 박해했다고 주장한다. 이를 언급하는 가장 오래된 출처는 4세기-5세기 CE의 아소카바다나 (디비야바다나의 일부)이다. 이 기록에 따르면 푸시야미트라 (마지막 마우리아 황제로 묘사됨)는 유명해지기를 원했다. 그의 신하들은 불교가 지배적인 신앙으로 남아있는 한, 84,000개의 스투파를 세운 그의 조상 아소카만큼 유명해질 수 없다고 조언했다. 한 신하는 불교를 파괴함으로써 유명해질 수 있다고 말했다. 푸시야미트라는 쿠쿠타라마 사원을 파괴하려 했지만, 우연히 구원받았다. 그는 북서쪽의 샤칼라로 가서 불교 승려의 머리를 가져오는 자에게 100 로마 데나리 (동전)의 상을 내걸었다. 다음으로 그는 코시타카 왕국으로 가서, 담슈트라니바신이라는 불교 야크샤가 크리미샤라는 다른 야크샤의 도움을 받아 그와 그의 군대를 죽였다.
... 푸시야미트라는 사방 군대를 갖추고 불교를 파괴하려 파탈리푸트라의 쿠쿠타라마로 갔다. ... 따라서 푸시야미트라는 상가라마를 파괴하고 그곳의 승려들을 죽이고 떠났다. ... 얼마 후, 그는 사칼라에 도착하여, 불교 승려의 머리를 가져오는 자에게 ... 보상을 주겠다고 선포했다.

이 경전의 다른 부분들과 마찬가지로, 이러한 기록들은 많은 역사가들에 의해 과장된 것으로 간주된다.
2세기 텍스트인 비바사(Vibhasa)는 푸시야미트라가 불교 경전을 불태우고, 불교 승려들을 죽였으며, 카슈미르 및 그 주변에 있는 500개의 사원을 파괴했다고 진술한다. 이 캠페인에서 그는 야크샤, 쿰반다 및 기타 악마들의 도움을 받았다. 그러나 그가 보리수에 도달했을 때, 그 나무의 신이 아름다운 여인의 모습으로 나타나 그를 죽였다. 317년에서 420년 사이에 중국어로 번역된 샤리푸트라파리프리차(Shariputrapariprichha)도 이 전설을 언급하지만, 이 특정 버전은 더 상세하며, 푸시야미트라의 반불교 캠페인의 중심지가 카슈미르가 아닌 동인도라고 묘사한다.
중세 시대의 대방광보살장문수사리근본의궤경은 고미무카(Gomimukhya, "소 얼굴") 또는 고미샨다(Gomishanda, "황소 고민")라는 사악하고 어리석은 왕이 동쪽에서 카슈미르까지 영토를 장악하고 사원들을 파괴하며 승려들을 살해했다고 언급한다. 결국, 그와 그의 관리들은 북쪽에서 떨어지는 산악 바위에 의해 죽임을 당했다. 이 왕은 자얀타누자 반디요파댜야에 의해 푸시야미트라와 동일시된다.
16세기 티베트 불교 역사가 타라나타 또한 푸시야미트라와 그의 동맹들이 마드야데샤(중앙 지역)에서 잘란다르까지 불교 승려들을 죽이고 사원들을 파괴했다고 진술한다. 이러한 활동들은 5년 안에 북부에서 불교 교리를 쓸어버렸다.

### 불교 주장들의 진정성

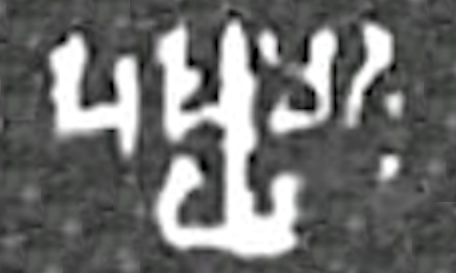
"푸시야미트라" (브라흐미 문자: 𑀧𑀼𑀰𑁆𑀬𑀫𑀺𑀢𑁆𑀭)라는 이름이 새겨진 아요디아 비문.

불교 전통에 따라 일부 학자들은 푸시야미트라가 실제로 불교 신앙을 박해했다고 믿는다. 그러나 다른 학자들은 불교 학자들이 푸시야미트라를 편애하지 않았기 때문에 편향된 시각을 가졌다고 믿는다.
고고학자 존 마셜에 따르면, 숭가 통치 시기 탁실라의 불교 시설물에 일부 손상이 있었다는 증거가 있다. 그는 또한 산치 스투파가 기원전 2세기 (즉, 푸시야미트라의 통치 기간)에 파괴되었고, 이후 더 큰 규모로 재건되었다는 이론을 제시했다. 카우샴비의 불교 유적지를 발굴한 G. R. 샤르마는 지역 사원의 파괴가 푸시야미트라 숭가 통치 기간에 일어났을 수 있다고 제안했다. P. K. 미슈라는 데우르 코타르 스투파의 손상도 푸시야미트라 시기로 거슬러 올라간다고 믿는다. H. C. 레이차우두리는 숭가 통치 기간 동안 바르후트에 불교 기념물이 건설되었다고 지적했다. 그러나 N. N. 고쉬에 따르면, 이들은 푸시야미트라 시대가 아니라 후기 숭가 통치자들의 통치 기간에 건설되었다.
H. 바타차리야는 푸시야미트라가 종교적인 이유보다는 정치적인 이유로 불교도들을 박해했을 수 있다고 이론화했다. 즉, 정치적으로 활발했던 불교도들이 푸시야미트라의 인도-그리스 경쟁자들을 지지했을 수 있으며, 이는 그가 그들을 박해하게 만들었을 수 있다는 것이다. 아소카바다나는 푸시야미트라가 샤칼라 (현재의 시알코트)에서 불교 승려들을 죽인 대가로 보상을 선언했다고 언급하는데, 샤칼라는 인도-그리스 국경 근처에 위치해 있었다. K. P. 자야스왈에 따르면, 이는 그가 불교도들을 박해한 정치적 동기를 더욱 부각시킨다.
다른 이들은 푸시야미트라에 의한 불교도 박해에 대한 불교의 주장에 회의적인 입장을 표명했다. 에띠엔 라모뜨는 불교 전설들이 푸시야미트라의 반불교 캠페인과 그의 죽음의 위치에 대해 일관되지 않다고 지적한다. 아소카바다나는 푸시야미트라가 불교 승려들을 죽인 대가로 로마 데나리우스를 제공했다고 주장하지만, 데나리우스는 기원전 1세기 이전에는 인도에서 일반적으로 유통되지 않았다. 아소카바다나는 또한 아소카가 니르그란타스(아지비카들)를 박해했다고 주장하는데, 일부는 아소카의 칙령이 모든 종교 종파에 대한 관용을 표명한다는 점을 고려할 때 이는 조작이라고 주장한다. 스리랑카 불교 경전 마하밤사는 푸시야미트라와 동시대의 두타가마니가 랑카를 통치하던 시기에 현재의 비하르, 아와드, 말와에 여러 수도원들이 존재했다고 시사한다. 이는 이 수도원들이 푸시야미트라 숭가 통치 기간 동안 살아남았음을 시사한다.
H. C. 레이차우두리는 푸시야미트라의 마우리아 전복이 불교 통치에 대한 브라만 봉기로 간주될 수 없다고 주장했다. 왜냐하면 브라만들은 마우리아 통치 기간 동안 고통받지 않았기 때문이다. 아소카의 칙령은 슈라마나스보다 브라만들을 먼저 언급하며, 브라만 장군(푸시야미트라)의 임명은 브라만들이 마우리아 궁정에서 존경받았음을 보여준다. 아소카바다나가 푸시야미트라를 마우리아인으로 언급한다는 사실은 그 역사적 신뢰성을 더욱 약화시키고, 그가 브라만이었기 때문에 불교도들을 박해했다는 가설을 약화시킨다. 레이차우두리는 또한 말라비카그니미트라에 따르면 바가바티 카우시키라는 불교 비구니가 푸시야미트라의 궁정을 방문했는데, 이는 그들이 불교도들을 박해하지 않았음을 나타낸다고 주장했다. 그러나 샹카르 고얄은 카우시키가 불교 비구니였다는 증거가 없다고 말한다.
역사가 에릭 셀데슬라츠는 푸시야미트라가 "실제로 불교도들을 박해했다는 증거는 전혀 없다"고 진술하지만, 그가 불교도들을 적극적으로 지지하지 않아 불교의 분노를 샀을 수 있다고 언급한다.
로밀라 타파르는 구체적인 고고학적 증거의 부족이 푸시야미트라에 의한 불교 박해 주장에 의문을 제기한다고 썼다.
푸시야미트라의 통치 기간 동안 마우리아 궁정에서 불교의 영향력이 감소하고, 불교 수도원과 기타 기관들이 왕실의 후원을 받지 못하게 되었을 가능성이 있다. 이러한 변화는 불교도들 사이에서 불만을 야기하여, 박해에 대한 과장된 기록으로 이어졌을 수 있다.
마이클 위첼은 국가 운영과 사회에서 정통 신앙의 역할을 강조하는 마누 스미르티가 푸시야미트라 통치 하에 처음 편찬되었다고 진술한다. 카우식 로이에 따르면, 이것은 불교와 자이나교의 부흥에 대한 브라만교의 반응이었다.

### 박해 반대 주장

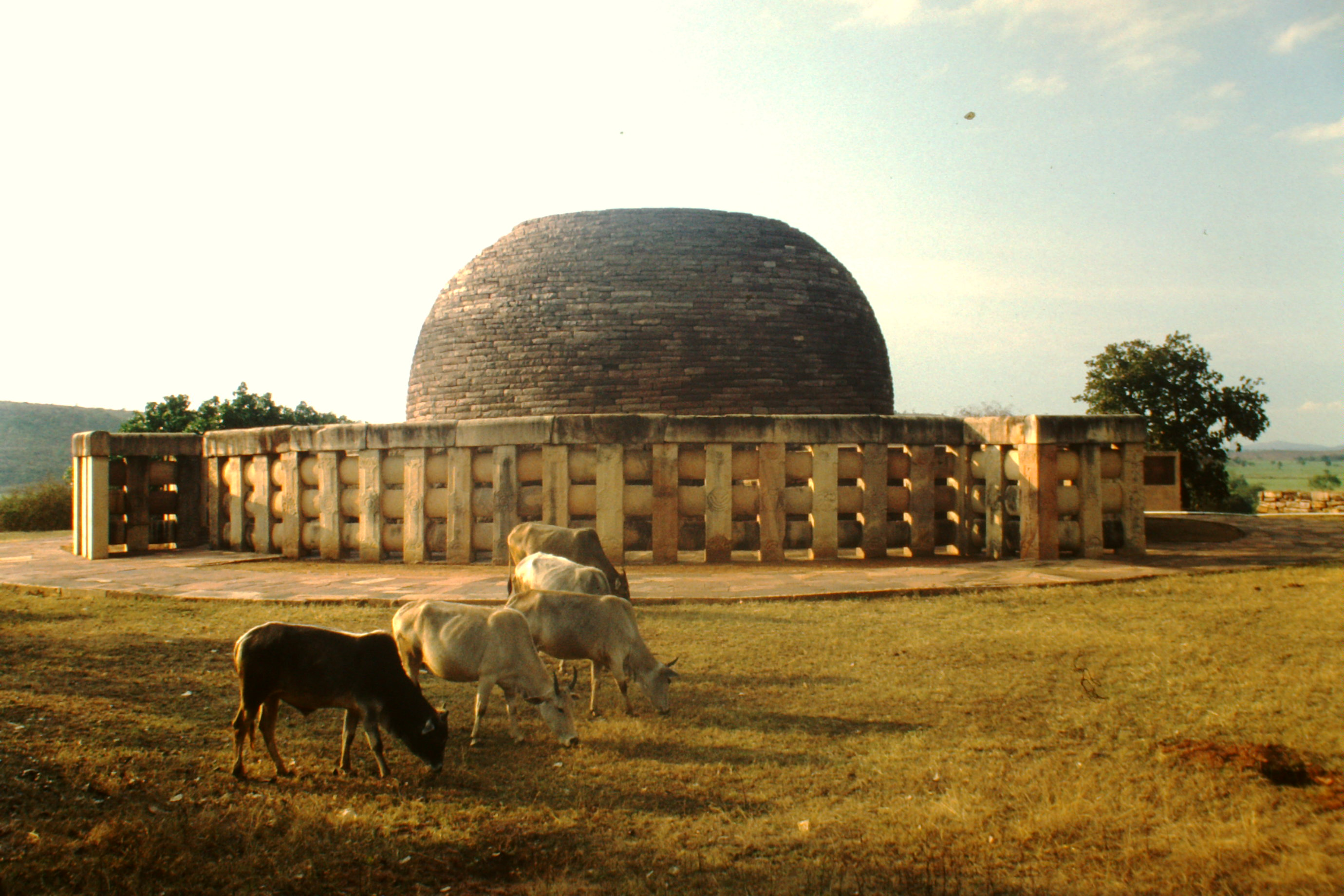
산치의 숭가 시대 스투파 2번.

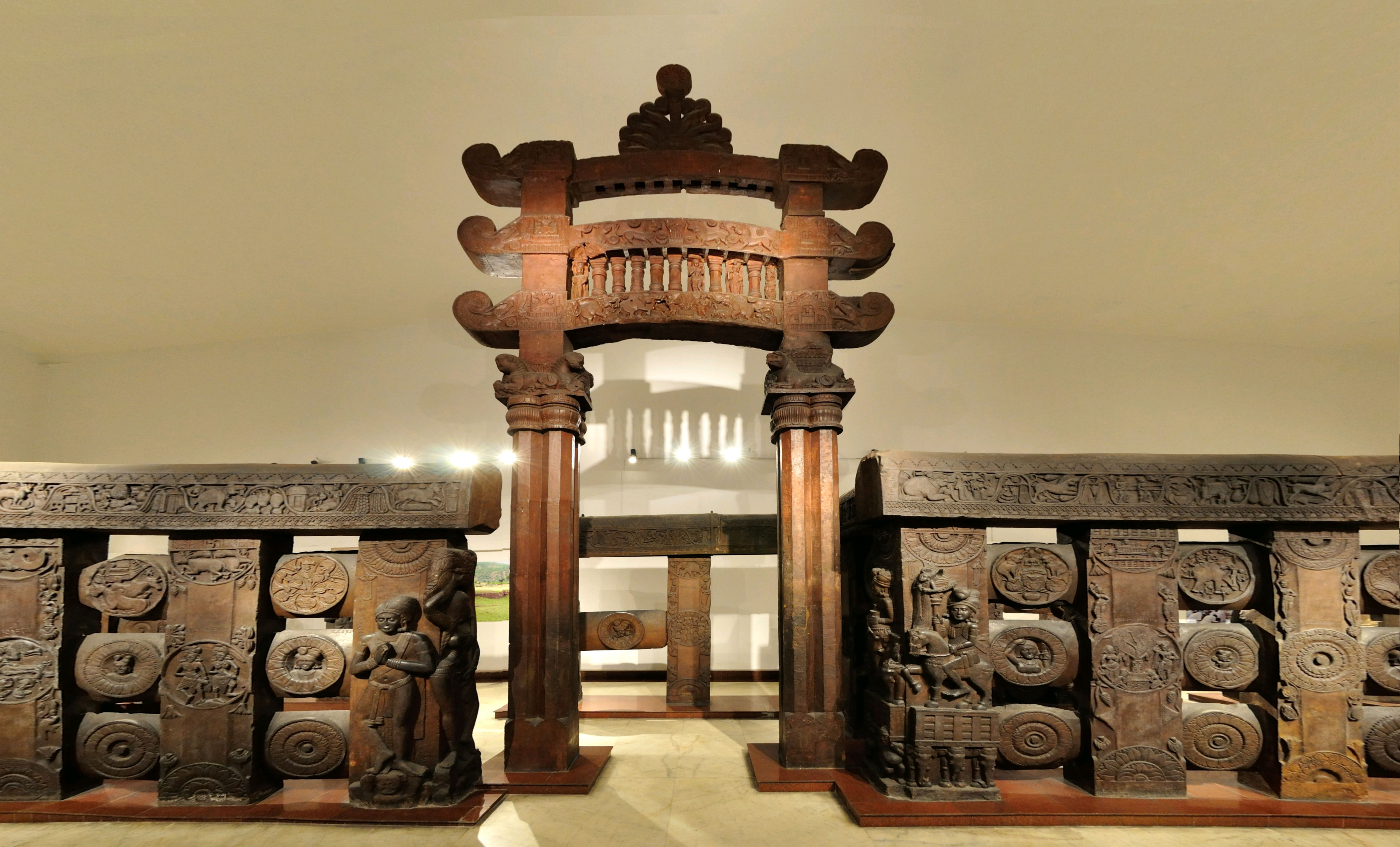
동문과 난간, 붉은 사암, 바르후트 스투파, 기원전 2세기. 인도 박물관, 콜카타.

숭가 황제들은 불교에 호의적이었고 바르후트의 스투파 건설에 기여한 것으로 여겨진다. 그의 통치 기간 동안 바르후트와 산치의 불교 기념물들이 보수되고 더욱 개선되었다. 푸시야미트라가 불교 예술을 후원했다는 충분한 증거가 있다.

## 제위 계승
푸시야미트라 숭가는 기원전 148년에 그의 아들 아그니미트라에게 제위를 물려주었다.

## 문학에서
푸시야미트라 숭가의 역사는 바나바타가 저술한 하르샤차리타에 기록되어 있다.
메루퉁가의 비차라스레니에 따르면, 푸시야미트라 또는 푸스파미트라는 기원전 204년에 왕위를 얻었다.

## 같이 보기
- 불교의 역사
- 인도-그리스 왕국